# Chalermpol Malakham
Chalermpol Malakham (Thai: เฉลิมพล มาลาคำ) (10 de octubre de 1962) fue un actor y cantante tailandés. Fue popular en los años 1990s y 2000s.

## Discografía
- Tam Jai Mae Terd Nong
- Ror Mia Phee Pler
- Ar Dia Rak Wan Khao Phan Sa
- Pued Tam Nan Bak Job Loey[4]
- Kid Hod Pla Keng
- Sieng Jak Phoo Yai Baan

## Filmografía
- 2017 - Nai Hoy Tha Min